# Glyptoperichthys
Genre
Le genre Glyptoperichthys regroupe plusieurs espèces de poissons de la famille des Loricariidae.

## Liste des espèces
Selon FishBase (28 octobre 2017) ce genre n'est pas valide et ses espèces sont placées dans le genre Pterygoplichthys.
Selon ITIS (28 octobre 2017) :
- Glyptoperichthys gibbiceps (Kner, 1854)
- Glyptoperichthys joselimaianus Weber, 1991
- Glyptoperichthys lituratus (Kner, 1854)
- Glyptoperichthys parnaibae Weber, 1991
- Glyptoperichthys punctatus (Kner, 1854)
- Glyptoperichthys scrophus (Cope, 1874)
- Glyptoperichthys xinguensis Weber, 1991